# Irlanda en los Juegos Paralímpicos de Tel Aviv 1968
Irlanda estuvo representada en los Juegos Paralímpicos de Tel Aviv 1968 por siete deportistas, cinco hombres y dos mujeres.

## Medallistas
El equipo paralímpico irlandés obtuvo las siguientes medallas:
| Nombre                   | Deporte       | Evento                                     |
| ------------------------ | ------------- | ------------------------------------------ |
| Oro                      |               |                                            |
| —                        |               |                                            |
| Plata                    |               |                                            |
| White                    | Natación      | 25 m espalda incompleta clase 1 femenino   |
| Jimmy Gibson             | Snooker       | Clase abierta masculino                    |
| White                    | Tenis de mesa | Individual A1 femenino                     |
| Rosaleen Gallagher       | Tiro con arco | Ronda St. Nicholas clase cervical femenino |
| Bronce                   |               |                                            |
| Rosaleen Gallagher       | Atletismo     | Eslalon clase cervical femenino            |
| Rosaleen Gallagher       | Natación      | 25 m espalda incompleta clase 1 femenino   |
| Rosaleen Gallagher       | Tenis de mesa | Individual A2 femenino                     |
| Rosaleen Gallagher White | Tenis de mesa | Dobles A2 femenino                         |
| Jimmy Gibson             | Tenis de mesa | Individual C masculino                     |